# ۱۲۹۷ (میلادی)
۱۲۹۷ (میلادی) هزار و دویست و نود و هفتمین سال تقویم میلادی است.

## زادگان
- ۲۵ مارس - آندرونیکوس سوم، امپراتور بیزانس

## درگذشتگان
‎